# Río Iguapo
Le río Iguapo est un cours d'eau de l'Amazonie vénézuélienne. Situé dans l'État d'Amazonas, il se jette à proximité de la localité de La Esmeralda en rive droite de l'Orénoque dont il est l'un des principaux affluents. Il prend sa source dans le massif du cerro Marahuaca, au nord du cerro Duida, et traverse principalement la localité de Iguajuña.